# Love (film 2011)
Love è un film del 2011 diretto da William Eubank.
Film di fantascienza statunitense autoprodotto dal gruppo alternative rock Angels & Airwaves.
In concomitanza all'uscita, è stato anche pubblicato il quarto disco del gruppo intitolato Love Part 2.

## Trama
Dopo aver perso contatto con la Terra, l'astronauta Lee Miller rimane isolato a bordo della Stazione spaziale internazionale.
Con il passare del tempo e il diminuire di riserve di sostentamento, Lee lotta per mantenere la ragione. Ormai il suo mondo è solamente una claustrofobica e solitaria esistenza, fino a quando fa una strana scoperta all'interno della nave spaziale.
Guidato dalla musica degli Angels & Airwaves, Love esplora il fondamentale bisogno di relazione tra uomini, e l'illimitata potenza della speranza.

## Produzione
Il 14 febbraio 2008, DeLonge, componente della band degli Angels & Airwaves, affermò sul suo blog che il film era completo, e sarebbe uscito presto. Successivamente DeLonge affermò che l'uscita del film era stata posticipata al 2010, in contemporanea con quella del nuovo album degli Angels & Airwaves..

## Promozione
Il primo novembre 2007, un primo trailer del film fu pubblicato sul sito ufficiale della band, e finì anche su YouTube.
Venerdì 30 ottobre 2009, il trailer ufficiale del film è stato pubblicato su iTunes Trailers, contenente anche parte di una nuova canzone degli Angels & Airwaves.
L'uscita del film era inizialmente prevista per il 14 febbraio 2010, ma in seguito slittò a un parziale fine 2010.
La première del film è avvenuta il 14 febbraio 2011.